# Joss Christensen
Joss Christensen (Salt Lake City, 20 de diciembre de 1991) es un deportista estadounidense que compitió en esquí acrobático.
Participó en los Juegos Olímpicos de Sochi 2014, obteniendo una medalla de oro en la prueba de slopestyle. Adicionalmente, consiguió una medalla de plata en los X Games de Invierno.

## Medallero internacional
| Juegos Olímpicos | Juegos Olímpicos | Juegos Olímpicos | Juegos Olímpicos |
| Año              | Lugar            | Medalla          | Prueba           |
| ---------------- | ---------------- | ---------------- | ---------------- |
| 2014             | Sochi (Rusia)    | Medalla de oro   | Slopestyle       |

| X Games de Invierno | X Games de Invierno    | X Games de Invierno | X Games de Invierno |
| Año                 | Lugar                  | Medalla             | Prueba              |
| ------------------- | ---------------------- | ------------------- | ------------------- |
| 2015                | Aspen (Estados Unidos) | Medalla de plata    | Slopestyle          |